# Esther Agirre
Esther Agirre Ruiz (Basauri, 18 de junio de 1970) es una abogada, inspectora de hacienda y política española. Fue parlamentaria de Euskal Herritarrok en el Parlamento Vasco entre 1998 y 2001. Baltasar Garzón, juez de la Audiencia Nacional, la encausó por su pertenencia a Xaki, organización que llegó a ser tachada de ser el «Ministerio de Exteriores» de la banda terrorista Euskadi Ta Askatasuna (ETA).

## Biografía
Concurrió a las elecciones al Parlamento Vasco de 1998 con la coalición independentista Euskal Herritarrok y consiguió escaño por la circunscripción de Vizcaya. Fungió como parlamentaria desde el 25 de noviembre de 1998 hasta el 20 de marzo de 2001. Durante ese periodo, fue vocal de las comisiones de Control Parlamentario de EiTB y de Asuntos Europeos y Acción Exterior. Asimismo, ejerció de representante del Parlamento Vasco en el Consejo Asesor de Relaciones con las Colectividades y Centros Vascos.
En agosto de 2000, Baltasar Garzón, a la sazón juez de la Audiencia Nacional, inició los trámites para encausar a Esther Agirre, que entonces era parlamentaria, por su pertenencia a Xaki. Dada su condición de parlamentaria, Garzón, que por entonces procesó a otras dieciséis personas por su supuesta pertenencia a la organización, se limitó en el caso de Agirre a remitir la información recabada al Tribunal Superior de Justicia del País Vasco. El juez alegó que, desde hacía tres años, había «venido actuando como responsable de la estructura mancomunada de relaciones exteriores de ETA, y ha mantenido reuniones periódicas con los responsables del aparato político de aquélla»; la acusaba de haberse reunido hasta en dos decenas de ocasiones con la cúpula de la banda terrorista. Garzón la identificó con el sobrenombre «Itza» a raíz de la declaración de miembro de ETA Mikel Egibar y constató esta correspondencia a partir de unas alusiones a un accidente de tráfico que Ruiz sufrió en junio de 1997. «Se encarga de dinamizar las relaciones internacionales de ETA para alcanzar los fines de la lucha de liberación nacional y social y, para ello, al igual que los demás componentes de Xaki, utiliza las estructuras creadas por ETA en el marco de las relaciones internacionales [...] siguiendo siempre las directrices de ETA», abundaba el juez en su escrito.